# Ptilope de Wallace
Ptilinopus wallacii
Espèce
Synonymes
Ptilonopus wallacii
Statut de conservation UICN

 LC  : Préoccupation mineure
Le Ptilope de Wallace (Ptilinopus wallacii) est une espèce d’oiseaux appartenant à la famille des Columbidae vivant en Indonésie.